# Транспортная система Беларуси
Транспортная система Беларуси

## Железнодорожная

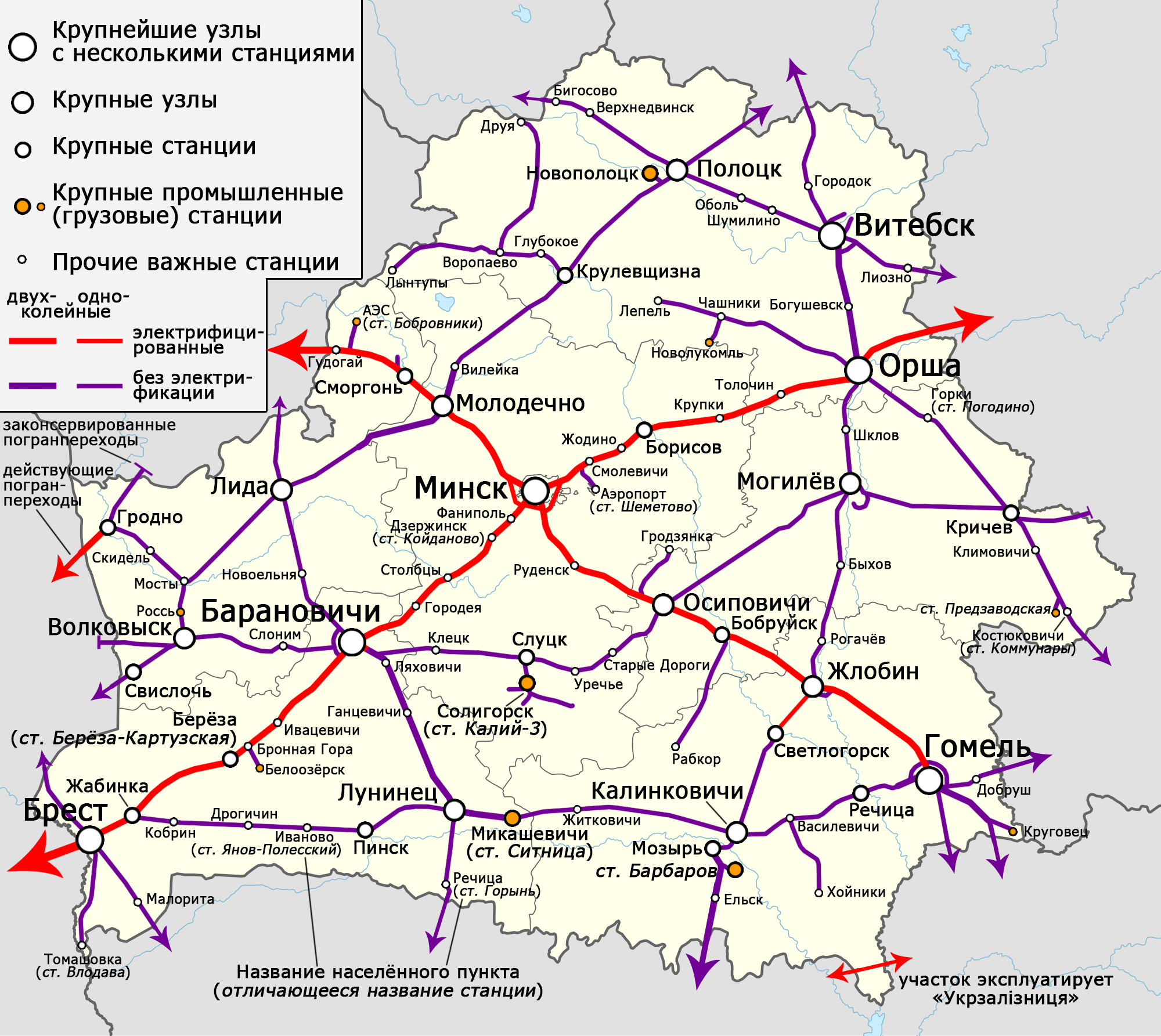
Схема Белорусской железной дороги

Строительство участков железных дорог на территории современной Беларуси.

### Оператор
Оператор белорусской сети железных дорог — государственное объединение Белорусская железная дорога. Белорусская железная дорога осуществляет около 75 % всех выполняемых в стране грузовых и более 50 % пассажирских перевозок. На БЖД работают около 110 тыс. человек.

### Железные дороги
На Белорусской железной дороге используется колея 1520 мм, эксплуатационная длина путей — 5490,9 км, из них двупутные участки 1640 км, однопутные — 3867. Общая протяжённость электрифицированных линий составляет 1128,3 км (20,55 % от общей протяжённости дороги), бо́льшая часть которых работает на переменном токе 25 кВ, а 26 км на постоянном токе 3,3 кВ. В состав путевого хозяйства входит более 7 тыс.км главных и 3 тыс.км станционных путей, около 12 тыс. стрелочных переводов, свыше 3,9 тыс. мостов и искусственных сооружений, более 70 путепроводов и около 1,5 тыс. переездов.
БЖД обслуживает 21 вокзал, 320 станций, более пятисот пассажирских остановочных пунктов.
Дорога граничит с железными дорогами Украины (Українські залізниці), железными дорогами Польши (Polskie Koleje Państwowe), железными дорогами Литвы (Lietuvos Geležinkeliai), железными дорогами Латвии (Latvijas dzelzceļš), железными дорогами России (РЖД).

#### Транспортные коридоры
Территорию страны пересекают два панъевропейских транспортных коридора, обозначенные в международной классификации номерами 2 (Запад-Восток) и 9 (Север-Юг) с ответвлением 9b.
- Транспортный коридор № 2 Берлин — Варшава — Минск — Москва — Нижний Новгород, проходит через Германию, Польшу, Беларусь и Россию.
- Транспортный коридор № 9 проходит через Финляндию, Россию, Беларусь, Украину, Молдавию, Румынию, Болгарию и Грецию.

### Реорганизация внутренней структурыБЖД
В соответствии с заявлением министра транспорта и коммуникаций Республики Беларусь Владимира Сосновского, в первые месяцы 2009 года начнётся реорганизация Белорусской железной дороги, предусмотренная концепцией реформирования БЖД, разработанной специалистами железной дороги совместно с учёными Национальной академии наук Беларуси. Заявлено, что «Данная концепция с комплексом конкретных мероприятий по реформированию БЖД находится сейчас на рассмотрении в правительстве, думаю, что её согласование будет завершено в первом квартале нынешнего года, основные министерства уже высказали своё одобрение».
В правительстве республики полагают, что на первом этапе исполнения концепции БЖД станет единым юридическим лицом.
На данный момент каждая из организаций Белорусской железной дороги — это отдельное юрлицо.
В результате реформы предполагается оптимизировать управление финансовыми потоками и перевозочным процессом на белорусской железнодорожной магистрали (фактически реформа должна максимально снизить издержки, обусловленные структурой управленческого аппарата подразделений БЖД).
«В феврале-марте решение о реорганизации БЖД должно быть окончательно принято, все остальные планируемые мероприятия первого этапа концепции — производное от этого процесса», — добавил министр.
Как заявляет БЕЛТА, «концепция реформирования Белорусской железной дороги предполагает сохранение, обновление и дальнейшее развитие существующего парка подвижного состава, а также обновление основных фондов БЖД».

### Железнодорожный транспорт
Городские электрички
Городские электрички курсируют по направлениям Минск-Пассажирский — станция Беларусь (г. Заславль; по старому Коноха), Минск-Пассажирский — Смолевичи и Минск-Пассажирский — станция Руденск.

## Автомобильная

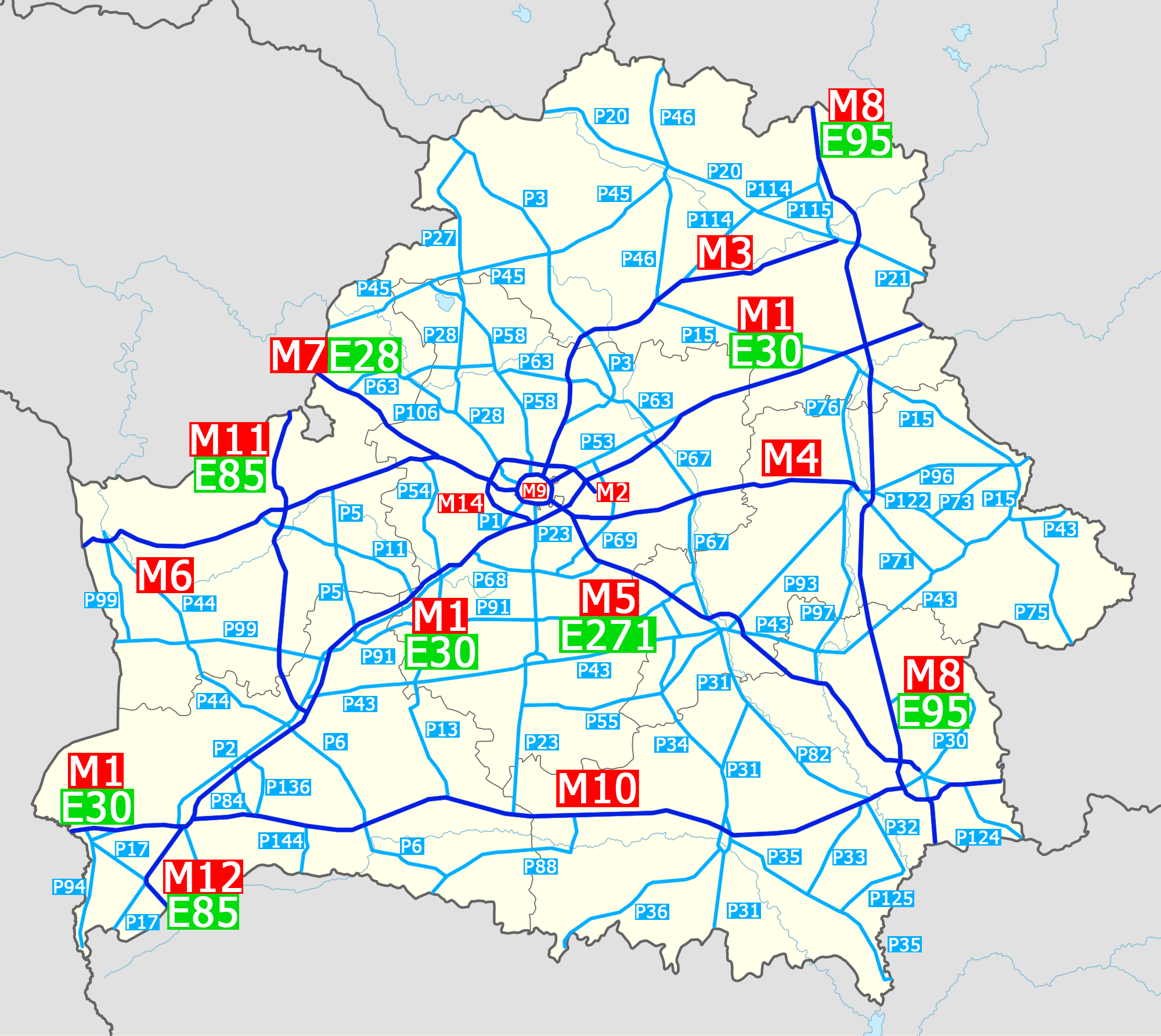
Основные автомобильные дороги

### Автомобильный транспорт
В 2019 году в собственности организаций находилось 262,5 тыс. грузовых автомобилей, 135,4 тыс. легковых автомобилей, 32 тыс. автобусов, 1425 троллейбусов, 286 трамвайных вагона, 361 вагон метрополитена. В личной собственности граждан находилось 149,2 тыс. грузовых автомобилей, 3095 тыс. легковых автомобилей и 12 тыс. автобусов.
| Легковых автомобилей в личной собственности граждан, тыс. штук:                                 |
| Графики недоступны из-за технических проблем. См. информацию на Фабрикаторе и на mediawiki.org. |

### Дорожно-транспортные происшествия
В 2014 году в Беларуси было зарегистрировано 4550 ДТП, в которых погибло 757 человек и ранено 4854. Произошло 13 ДТП с особо тяжкими последствиями, в которых погибло 3 и более человек. Из 757 погибших в 2014 году 293 пешехода, 222 водителя, 170 пассажира, 67 велосипедистов, 4 возчика, 1 другой участник.
| Всего зарегистрировано ДТП:                                                                     | Погибло в ДТП:                                                                                  |
| Графики недоступны из-за технических проблем. См. информацию на Фабрикаторе и на mediawiki.org. | Графики недоступны из-за технических проблем. См. информацию на Фабрикаторе и на mediawiki.org. |

Больше всего ДТП в пересчёте на 100 тысяч человек происходит в Минской области, меньше всего — в Минске:
| Графики недоступны из-за технических проблем. См. информацию на Фабрикаторе и на mediawiki.org. |

Чаще всего в ДТП попадали машины, зарегистрированные в Могилёвской области, реже всего — машины из Гродненской области:
| Графики недоступны из-за технических проблем. См. информацию на Фабрикаторе и на mediawiki.org. |

| Погибло в ДТП по областям, 2014 год                                                             |
| ----------------------------------------------------------------------------------------------- |
| Графики недоступны из-за технических проблем. См. информацию на Фабрикаторе и на mediawiki.org. |

По вине женщин в среднем происходит 8-10 % ДТП, погибло 34 человека (4,5 %, 2014 год). По вине детей произошло 129 ДТП (2,8 %), погибло 9 человек (1,2 %). Доля ДТП, которые произошли по вине водителей в состоянии алкогольного опьянения, сократилась с 14 % до 11,2 % за 2010—2014 годы. В таких ДТП в 2014 году погибло 102 человека (13,5 %).

## Авиационная

### Аэропорты
По данным на 2007 год в Беларуси имелось 67 ВПП, из них 36 с твёрдым покрытием и 31 с грунтовым.
Имеется шесть международных аэропортов:
- Национальный аэропорт Минск (Минск-2)
- Аэропорт Брест
- Аэропорт Витебск
- Аэропорт Гомель
- Аэропорт Гродно
- Аэропорт Могилёв

Национальный аэропорт Минск функционирует в качестве самостоятельного предприятия. Аэропорты Брест, Витебск, Могилёв, Гомель и Гродно входят в состав Государственного предприятия «Белаэронавигация» и являются его филиалами.

### Авиаперевозчик
Основной авиаперевозчик страны — компания Белавиа. Выполняют чартерные рейсы по перевозке грузов авиационным транспортом авиакомпании Трансавиаэкспорт и «РубиСтар».

## Водная

### Внутренний водный транспорт

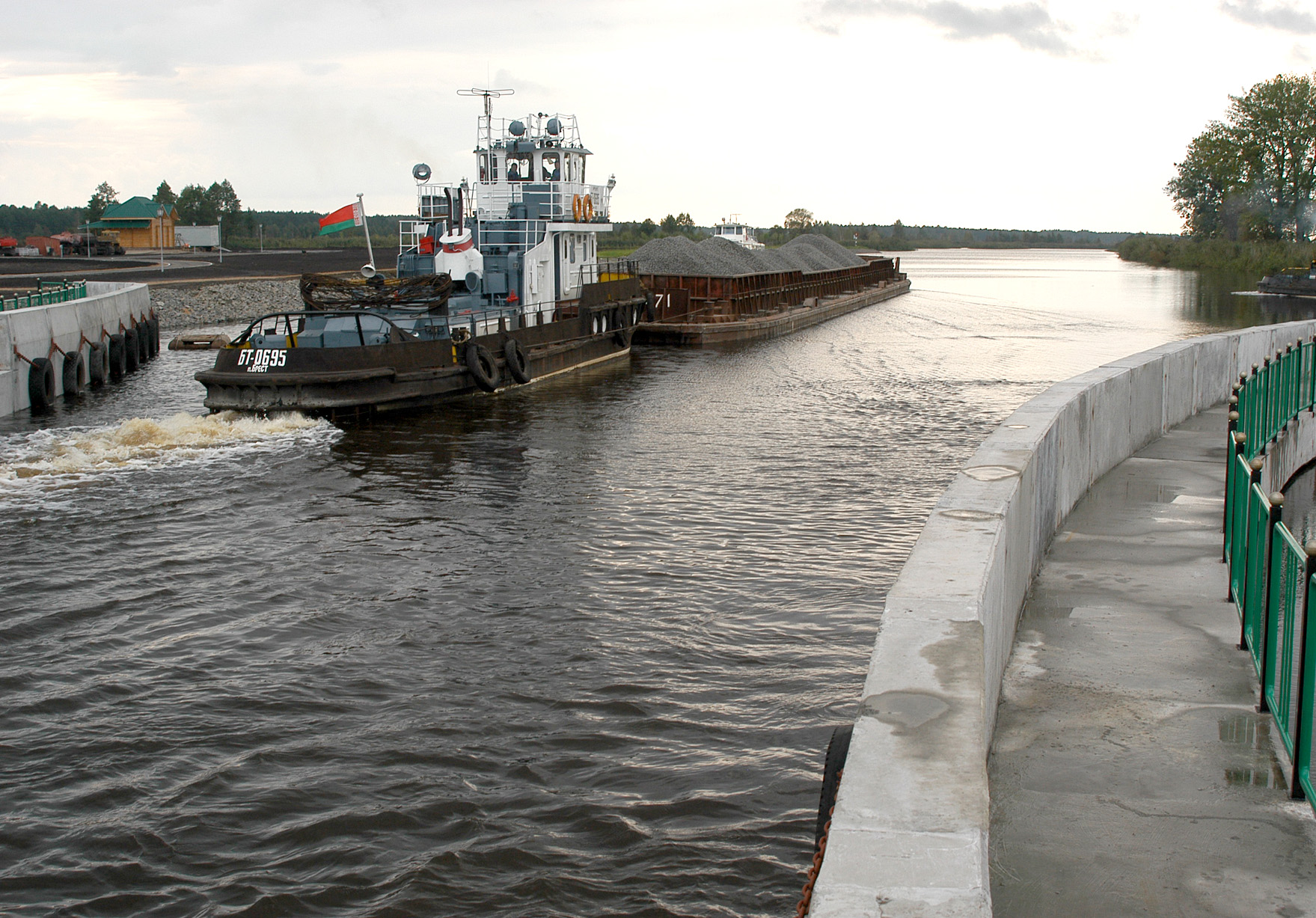

Внутренний водный транспорт республики включает в себя комплекс предприятий, обеспечивающих перевозки грузов и пассажиров, проектирование, строительство и ремонт судов и гидротехнических сооружений, добычу нерудных строительных материалов, содержание внутренних водных путей для обеспечения судоходства.

#### Водные пути
Водные пути республики расположены в обособленных речных бассейнах рек Днепр (включает реки Днепр, Березину, Сож, Припять), Западная Двина, Нёман. Бассейн реки Буг соединён с Бассейном Днепра Днепровско-Бугским каналом. Общая протяжённость эксплуатируемых водных путей составляет 3 тыс. км.

#### Организации
В системе внутреннего водного (речного) транспорта республики работают 10 речных портов в городах Бобруйск, Брест, Витебск, Гомель, Гродно, Микашевичи, Могилёв, Мозырь, Пинск, Речица. Организацию перевозок осуществляет Белорусское речное пароходство. Содержание водных путей обеспечивают 4 предприятия, расположенные в городах Бобруйск, Гомель, Мозырь, Пинск. Строительство и ремонт судов производится на судостроительных заводах в Гомеле, Пинске и Речице. Проектирование судов осуществляет Белсудопроект в г. Гомеле. Контроль за безопасностью судоходства осуществляет Белорусская инспекция речного судоходства. Надзор за техническим состоянием судов обеспечивает Белорусская инспекция Речного регистра.

#### История
Речной транспорт республики — старейший вид транспорта. С древнейших времён реки республики использовались славянскими племенами для перевозки грузов и людей. Первые суда (челны) строили из стволов больших деревьев, выдалбливая и выжигая внутреннюю их часть. Позже их борта стали набивать досками и называть такие суда ладьями. Появление первых палубных судов относится к XII веку. Судоходство осуществлялось по рекам Днепр, Березина, Сож, Припять, Западная Двина, Нёман, Пина, Ясельда, Щара, Муховец, Буг и другим рекам. Перемещение судов из бассейна Днепра в бассейны Нёмана, Западной Двины и Буга производилось волоком. По территории Беларуси пролегал один из торговых путей «из варягов в греки». Позже, в XVIII веке, обособленные бассейны были соединены искусственными водными путями: Огинский, Березинский, Висло-Нёманский и Днепровско-Бугский водные пути. Для обеспечения торгового судоходства и его государственного регулирования создавались законы. В 1649 году Земским собором принято Уложение об обеспечении судоходства на реках. В 1776 году принята Межевая инструкция по отводу на берегах судоходных рек бечевника. В 1781 году императрицей Екатериной II принят Устав купеческого водоходства. В 1798 году император Павел I своим указом учредил Департамент водяных коммуникаций, который возглавил граф Румянцев Н. П. В 1837 году указом императора Николая I утверждены первые Правила плавания для паровых судов. В 1878 году утверждены утверждены Правила обстановки рек судоходными знаками и Правила плавания по внутренним водным путям. В 1918 году декретом Ленина В,И. национализирован водный транспорт. Декретом Совета Народных Комиссаров в 1918 году создано Главное управление водных сообщений. В 1920 году создаётся Наркомат путей сообщений включающий водный и железнодорожный транспорт. В 1921 году создаётся Центральное управление речного транспорта. В 1923 году в Беларуси создано Верхне-Днепровское пароходство. В 1925 году его возглавил Гуревич. Постановлением Правительства БССР в 1930 году создаётся Управление речного транспорта, которое возглавил Мурашёв. В 1931 году переименовывается в Днепро-Двинское речное пароходство (начальник Голованов А. В.) В 1934 году Совет Народных Комиссаров утвердил Устав о дисциплине рабочих и служащих водного транспорта. В 1937 году создаётся Днепровское бассейновое управление пути (начальник Кистанов Б. И.). В 1954 году постановлением СМ БССР создаётся Управление речного транспорта (начальник Геронин И. Е.). В 1956 году переименовывается в Главречфлот БССР. Дляупорядочения нормативной базы в 1956 году вводится Устав внутреннего водного транспорта СССР. В 1971 году Указом Президиума Верховного Совета на должность начальника Главречфлота БССР назначен Корчевский А. Г. В 1977 году Главречфлот возглавил Новицкий В. М. В 1988 году Главречфлот включается в состав вновь созданного Министерства транспорта. Управление речных перевозок и водных путей возглавил Ракицкий Е. А. В 1995 году переименовывается в Управление водного транспорта (начальник Говоровский Б. И.). В 1998 году Национальным собранием Республики Беларусь. принимается Кодекс торгового мореплавания. Указом Президента устанавливается профессиональный праздник — День работников водного транспорта. В 2001 году создаётся Департамент водного транспорта (директор Говоровский Б. И.). В 2002 году Национальным собранием принимается Кодекс внутреннего водного транспорта Республики Беларусь. В 2005 году Департамент водного транспорта переименовывается в Управление морского и речного транспорта (начальник Говоровский Б. И.). В этом же году утверждаются Правила перевозки грузов внутренним водным транспортом и Правила плавания по внутренним водным путям Республики Беларусь.

### Морской транспорт
Беларусь, являясь внутриконтинентальным государством, стремится к созданию собственного морского торгового флота. Приобретение морских судов планируется осуществить путём поэтапного перехода белорусских транспортно-экспедиционных компаний от фрахтования судов к их аренде (бербоут-чартер) с последующим выкупом судов в собственность. В Государственном реестре морских судов республики зарегистрировано 10 морских судов.

#### Организации
В республике созданы три транспортно-экспедиционные компании для организации морских перевозок грузов. РУП «Белорусское морское пароходство», ЗАО" Белорусская фрахтовая компания", ЗАО «Белорусская судоходная компания» 

## Городская

### Трамвайная
Трамвай есть только в 4-х городах страны: Минске, Витебске, Новополоцке и Мозыре.

### Автобусная
Минский автобус — вид общественного транспорта в столице Беларуси городе Минске. Автобус перевозит наибольшее число пассажиров среди всех видов пассажирского транспорта города — 35,7 % по итогам 2009 года..

## История
Автобусное движение в Минске было открыто 23 октября 1924 года. С мая 1925 года выполняются междугородные рейсы. Во время Великой Отечественной войны автобусное хозяйство города было практически полностью уничтожено.
В 2010 год в Минске функционировало более 1800 единиц автобусов, обеспечивающих 167 городских автобусных маршрутов. В городе действуют 5 автобусных парков, автовокзалы «Центральный» и «Восточный» (автовокзал «Московский» был закрыт в 2014 году). Городское автобусное движение в Минске (также как междугородное автобусное, троллейбусное, трамвайное и метрополитен) управляется коммунальным унитарным предприятием «Минсктранс».

## Восстановление движения послеВеликой Отечественной войны
Во время Великой Отечественной войны почти весь подвижной состав Минского автобусного парка был уничтожен немецкими оккупантами. Но, чудом уцелел «Лейланд Я-6». В феврале 1947 года образован Минский автобусно-таксомоторный парк, в котором на тот момент содержалось от 30 до 50 автобусов. Движение восстановили весной 1947 года. Появился первый послевоенный автобусный маршрут № 1 — Товарная станция — Дом печати. Чуть позже появился № 1а — Аэропорт — Дом печати, на котором работала всего лишь одна единица подвижного состава, но на те времена это было очень даже хорошо.
Всего в Минске действует 5 автобусных парков.

### Автобусный парк № 2
- Адрес: ул. Маяковского, 115а
- Виды перевозок: городские, междугородные и международные

### Автобусный парк № 4
- Адрес: ул. Козлова, 22
- Виды перевозок: городские и пригородные

### Автобусный парк № 5
- Адрес: ул. Гурского,15/6
- Виды перевозок: городские и пригородные

### Автобусный парк № 6
- Адрес: ул. Машиностроителей, 15
- Виды перевозок: городские и пригородные

### Автобусный парк № 7
- Адрес: 4-й переулок Кольцова, 2
- Виды перевозок: городские и пригородные

## Подвижной состав
- МАЗ-103
- МАЗ-104
- МАЗ-105
- МАЗ-203
- МАЗ-215
- МАЗ-251
- Радимич А0921
- Mercedes-Benz Sprinter 411
- Citroen Jumper
- Ивеко-Еврорайд
- Ивеко-Еврокласс
- Ивеко-Ирисбас
- Сетра-215
- Сетра-315 и др.

```

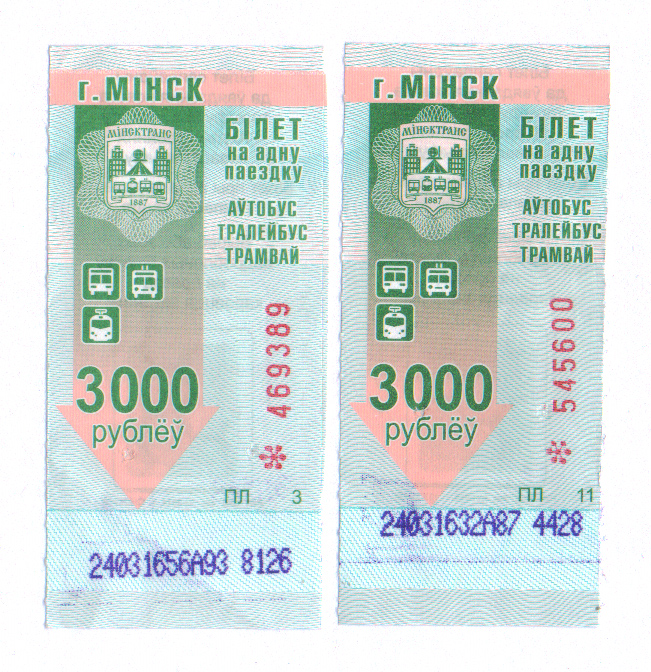
Талоны на проезд в общественном транспорте Минска, 2014 год. Внизу видны отметки, сделанные электронным компостером: 24031656А93 8126 (24 марта в 16:56, маршрут № 93, госномер 8126) и 24031632А87 4428 (24 марта в 16:32, маршрут № 87, госномер 4428)

Также автобусная система развита в других крупных городах 
Беларуси
: 
Гомель
, 
Могилёв
, 
Витебск
 и других.
```

## Трубопроводная

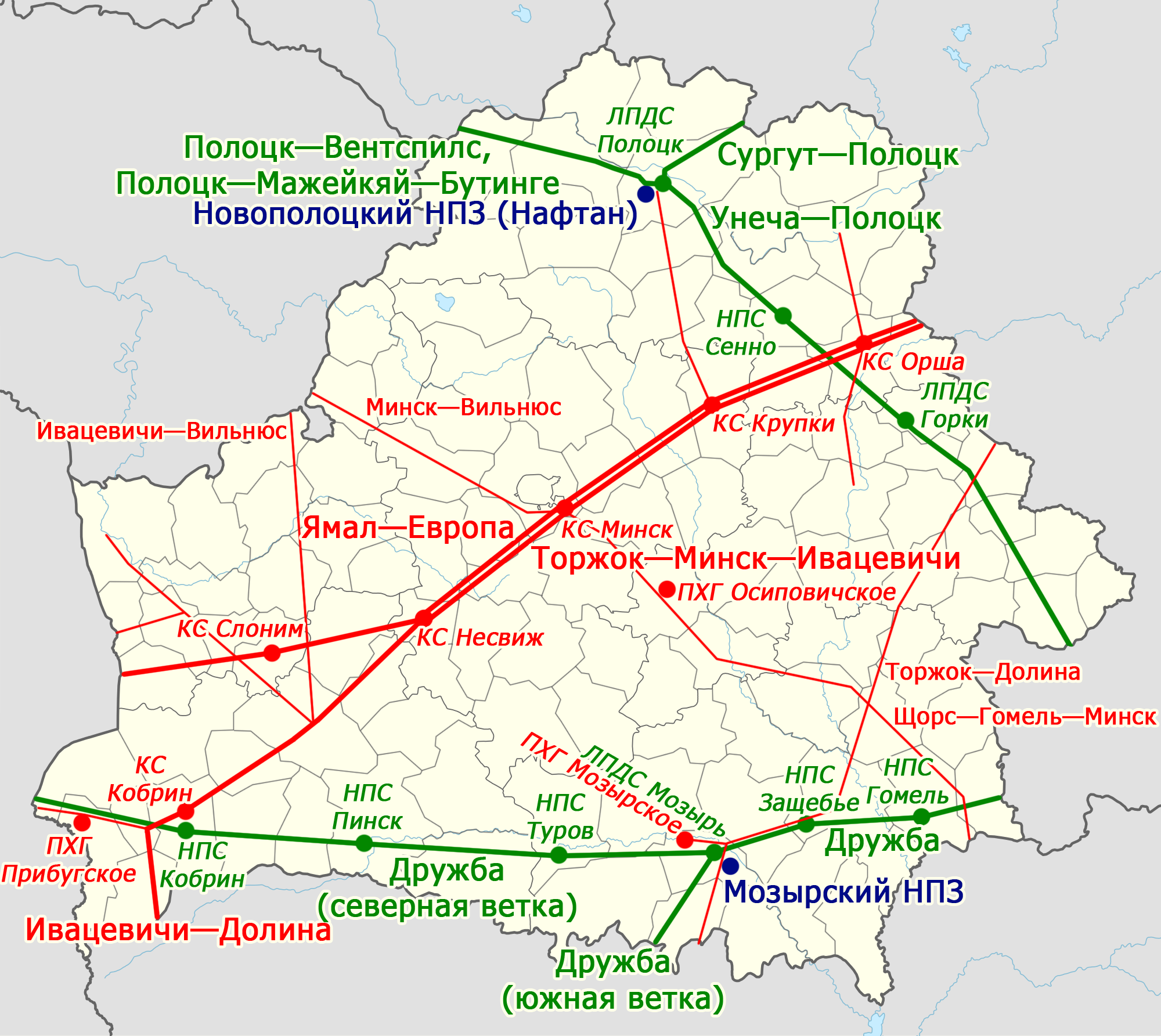
Карта магистральных газопроводов и нефтепроводов. Крупнейшие газопроводы обозначены красным, нефтепроводы — зелёным. Подписаны компрессорные станции (КС), подземные хранилища газа (ПХГ), нефтеперекачивающие станции (НПС), линейные производственно-диспетчерские станции (ЛПДС), а также нефтеперерабатывающие заводы (НПЗ).

### Трубопроводный транспорт
Через территорию Беларуси осуществляются поставки российского газа и нефти в Польшу, Германию, Чехию, Словакию, Венгрию, Латвию, Литву, на Украину, а также в российскую Калининградскую область.
Через Беларусь проложен основной для российского экспорта нефтепровод «Дружба», а также менее значимый нефтепровод Ярославль — Полоцк — к портам Литвы и Латвии и НПЗ.
Через Беларусь проходит участок магистрального газопровода «Ямал — Европа». Он принадлежал «Газпрому», однако находился в оперативном управлении белорусского «Белтрансгаза» (впоследствии «Белтрансгаз» был выкуплен «Газпромом»).
Доля белорусского транзита в обеспечении поставок российского газа в Европу в последние два года значительно выросла в связи с наращиванием мощности газопровода «Ямал — Европа». Так, в 2005 году через Беларусь было транспортировано 27 % российского экспорта газа, в 2006 — 29 %, в 2007 году доля может составить более 33 %.
Кроме того на территории республики создана сеть нефтепродуктопроводов связанная с Российскими продуктопроводами и имеющая выход на Западную Украину и в порт Вентспилс.
| Год  | Протяжённость магистральных нефтепроводов, км | Протяжённость магистральные газопроводов, км | Нефтепродуктопроводы, км |
| ---- | --------------------------------------------- | -------------------------------------------- | ------------------------ |
| 2000 | 2988                                          | 6411                                         | 1304                     |
| 2005 | 2995                                          | 7678                                         | 1564                     |
| 2010 | 2972                                          | 7483                                         | 807                      |
| 2015 | 2983                                          | 7920                                         | 754                      |
| 2016 | 2984                                          | 7916                                         | 754                      |
| 2017 | 2984                                          | 7901                                         | 843                      |

| год                                      | 2000  | 2005  | 2010 | 2011  | 2012  | 2013  | 2014  | 2015  | 2016  | 2017  | 2018  |
| ---------------------------------------- | ----- | ----- | ---- | ----- | ----- | ----- | ----- | ----- | ----- | ----- | ----- |
| Перекачано грузов трубопроводами, млн. т | 131,3 | 164,6 | 143  | 142,8 | 137,4 | 134,2 | 130,6 | 132,5 | 126,1 | 124,4 | 125,2 |
| в том числе нефти                        | 91,2  | 106,8 | 82,8 | 81,4  |       |       |       |       |       |       |       |
| в том числе газа                         | 33,3  | 48,7  | 51,8 | 51,5  |       |       |       |       |       |       |       |

## Управление

### Министерство
- Министерство транспорта и коммуникаций
  - Департамент по авиации
  - Департамент «Белавтодор»
  - Белорусская железная дорога

## Оплата
- Минск
  - Для школьников: 16 марта Мингорсовет вынес решение о предоставлении школьникам права бесплатного проезда на общественном транспорте по всему городу без ограничений[19]